# IPhone 15 Pro
L'iPhone 15 Pro i l'iPhone 15 Pro Max són telèfons intel·ligents dissenyats, desenvolupats i comercialitzats per Apple Inc. Són els iPhones insígnia de la dissetena generació, succeint l'iPhone 14 Pro i l'iPhone 14 Pro Max. Els dispositius es van presentar juntament amb l'iPhone 15 i l'iPhone 15 Plus durant l'esdeveniment d'Apple a Apple Park a Cupertino, Califòrnia, el 12 de setembre de 2023. Les comandes anticipades van començar el 15 de setembre de 2023 i els dispositius es van posar a disposició del públic en general el 22 de setembre de 2023.

## Especificacions

### Maquinari
Igual que l'iPhone 15 i 15 Plus, els 15 Pro i Pro Max substitueixen el connector Lightning patentat per USB-C per complir amb la Unió Europea que obliga l'ús d'aquest connector en telèfons intel·ligents amb la Directiva (UE) 2022/2380 el 2022. Apple ja havia començat a introduir l'USB-C als seus dispositius portàtils començant amb l'iPad Pro de tercera generació, llançat el 2018.
L'iPhone 15 Pro i Pro Max admeten la descodificació de maquinari de vídeo AV1.

### Disseny
La carcassa de l'iPhone 15 Pro i l'iPhone 15 Pro Max està feta de titani. Estaran disponibles en els colors titani natural, titani blau, titani blanc i titani negre.
| Color | Nom            |
| ----- | -------------- |
|       | Titani natural |
|       | Titani blau    |
|       | Titani blanc   |
|       | Titani negre   |

### Velocitats de càrrega i transferència
L'iPhone 15 Pro i l'iPhone 15 Pro Max utilitzaran USB-C amb velocitats de transferència USB 3.2 Gen 2 (est. fins a 10 Gbps / 1,25 GBps), una millora respecte a l'iPhone 14 Pro i l'iPhone 15/ Models bàsics 15 Plus que només tenen velocitats de transferència USB 2.0 (est. fins a 480 Mbps / 60MBps).
Sortida de vídeo
Tots els models d'iPhone 15 tenen compatibilitat amb el mode alternatiu DisplayPort mitjançant sortida de vídeo USB-C amb HDR fins a una resolució de 4K.
Els models d'iPhone anteriors (des de l'iPhone 5 fins a l'iPhone 14 Pro) tenien una resolució màxima compatible de 1600 x 900 (una mica menys de 1080p) amb l'adaptador AV digital Lightning a causa de les limitacions tècniques del connector Lightning.

### Programari
L'iPhone 15 Pro i l'iPhone 15 Pro Max es llançaran amb iOS 17.